# Le avventure di Mickey Matson - Il codice dei pirati
Le avventure di Mickey Matson - Il codice dei pirati (Pirate's Code: The Adventures of Mickey Matson) è un film del 2014 diretto da Harold Cronk.
Si tratta del seguito di Mickey Matson e la macchina alchemica (Mickey Matson and the Copperhead Conspiracy) del 2012.

## Trama
Mickey e la migliore amica Sully si imbarcano in una pericolosa avventura per salvare il proprio Paese dai malvagi piani dell'ammiraglio Ironsides che, con la sua ciurma di pirati, ha preso il controllo di una grande nave mercantile pianificando la distruzione di tutti i dispositivi elettronici della Terra grazie a una nuova e devastante arma.